# Fedora Live USB creator
Fedora Media Writer é uma ferramenta para criar Live USBs do Fedora Linux.

## Características
- Multiplataforma: disponível para Windows e Linux;
- Instalação não destrutiva (não formata o dispositivo USB);
- Suporta várias versões do Fedora, em diferentes ambientes de desktop, como GNOME, KDE, entre outros;
- Detecta todos os dispositivos removíveis;
- Opção para ativar a "persistência" (para guardar documentos e alterações feitas ao sistema);

## Ligações Externas
- «Página do instalador no GitHub» (em inglês)
- «Guia do Fedora Linux para utilizar o Fedora Media Writer»